# مشروع الدليل المفتوح
مشروع الدليل المفتوح (بالإنجليزية: Open Directory Project)، المعروف أيضا باسم dmoz (مقتبسة من directory.mozilla.org ، اسم النطاق الأصلي)، هو دليل روابط الشبكة العنكبوتية العالمية مفتوح المحتوى، كان يديره مجتمع كبير من المتطوعين من جميع أنحاء العالم. أغلق المشروع في 2017.

## خصائصه
إحتوى على حوالي خمسة ملايين موقع على الإنترنت مؤرشف بطريقة يدوية تعتمد على محررين متطوعين يزيد عددهم عن 90000 محرراً
- كان يعتبر أشمل دليل مواقع محرر بشرياً على الشبكة والقائمين عليه مجتمع من المتطوعين.
- أتاح فرصة لتنظيم ذاتي للإنترنت اعتماداً على مساهمة «مواطن الإنترنت» ليقدم أفضل ما تحويه الإنترنت ويحذف المحتوى الضعيف.
- إعتمد على المزاوجة بين مساهمة الجمهور وعمل المتطوعين.
- كان أحد تفرعات أنشطة «حركة المصادر و البرمجيات الحرة» وهو مجاني 100% في الإضافة والاستعمال والتصفح.
- ويعد أكبر عمل فكري تصنيفي جماعي بشري ويعتمد على محتوياته أكبر محركات البحث والبوابات على الإنترنت ومنها Netscape Search, AOL Search, Google, Lycos, HotBot, DirectHit, ومئات من محركات البحث الأخرى.
- كان يمكن لمن شاءأن يكون مساهماً في تحرير هذا الدليل.

## إغلاق مشروع
بهذه الرسالة ودّع أكبر دليل على الشبكة العنكبوتية زائريه ومحرريه والمشتركين فيه، لينهي بذلك مسيرته التي امتدت قرابة 19 عاماً.
«اعتبارًا من 17 مارس 2017، لم يعد موقع dmoz.org متاحًا. أعد المحررون مرآة ثابتة هنا. إذا كنت مهتمًا بالبقاء على اتصال مع مجتمع DMOZ ، فيرجى زيارة www.resource-zone.com. شكرا لكم جميعا، وخاصة المحررين، على اهتمامكم وتفانيكم في هذا المشروع.»
(بالإنجليزية: As of Mar 17, 2017, dmoz.org is no longer available. The editors have set up a static mirror here. If you are interested in staying in touch with the DMOZ community, please visit www.resource-zone.com. Thank you all, especially the editors, for your interest and dedication to this project.)
مر دموز بالعديد من مراحل الاستحواذ المختلفة على مدى السنوات الماضية، بداية منذ أن استحوذت عليه نتسكيب في نوفمبر 1998، ثم في وقتٍ لاحق من الشهر نفسه استحوذت إيه أو إل على نتسكيب، بما في ذلك الدليل المفتوح للمواقع.

## اقرأ أيضا
- دليل مواقع الوب

## وصلات خارجية
- الموقع الرسمي